# Hauptstraße 20 (Merkendorf)
Das ehemalige Handwerkerhaus Hauptstraße 20 ist ein zweigeschossiger giebelständiger Satteldachbau in der Hauptstraße 20 der Stadt Merkendorf im Fränkischen Seenland (Mittelfranken) und steht unter Denkmalschutz.

## Bau
Das Gebäude wurde um 1800 erbaut.